# Osorius latipes
Osorius latipes är en skalbaggsart som först beskrevs av Johann Ludwig Christian Gravenhorst 1806.  Osorius latipes ingår i släktet Osorius och familjen kortvingar. Inga underarter finns listade i Catalogue of Life.